# Voleibol de praia nos Jogos da Boa Vontade
O voleibol de praia faz parte do programa esportivo dos Jogos da Boa Vontade desde a terceira edição do evento, realizada em 1994, em São Petersburgo., disputado a cada quatro anos.

## Eventos
| Eventos   | 94 | 98 | 01 |
| --------- | -- | -- | -- |
| Masculino | •  | •  | •  |
| Feminino  | •  | •  | •  |